# Castiarina atrocoerulea
Castiarina atrocoerulea es una especie de escarabajo del género Castiarina, familia Buprestidae. Fue descrita científicamente por Kerremans en 1890.